# Pétitionnement wallon
De pétitionnement wallon (Waals petitionnement) was een petitie uit 1963 die uitging van het Collège exécutif de Wallonie, een samenwerking tussen diverse Waalse bewegingen. De petitie bevatte de eis om referenda grondwettelijk te maken en het aantal parlementaire zetels niet te herverdelen volgens de laatste volkstelling. De petitie werd ondertekend door 645.499 mensen, bijna een derde van het Waalse electoraat. Desalniettemin legden de politieke machthebbers de petitie naast zich neer.
De pétitionnement wallon kwam er naar aanleiding van de Eenheidswet en de stakingen die daarop volgden eind 1960-begin 1961. De stakingen vonden vooral in Wallonië plaats, omdat de toenmalige crisis er het hardst woedde, en leidden tot een sterker Waals identiteitsgevoel.